# Val-de-Vière
Val-de-Vière ist eine französische Gemeinde im Département Marne in der Region Grand Est. Sie hat eine Fläche von 19,18 km² und 131 Einwohner (2022).

## Geografie
Die Gemeinde Val-de-Vière liegt an der Vière, 15 Kilometer nordöstlich von Vitry-le-François.

## Geschichte
Im Jahr 1903 wurden jungsteinzeitliche Gräber auf dem Gemeindegebiet entdeckt.
Die Gemeinde Val-de-Vière, benannt nach dem Fluss Vière, entstand 1965 durch den Zusammenschluss der ehemaligen Gemeinden Doucey und Rosay.

## Bevölkerungsentwicklung
| Jahr                       | 1962 | 1968 | 1975 | 1982 | 1990 | 1999 | 2010 | 2018 |
| -------------------------- | ---- | ---- | ---- | ---- | ---- | ---- | ---- | ---- |
| Einwohner                  | 85   | 169  | 128  | 147  | 136  | 129  | 124  | 130  |
| Quellen: Cassini und INSEE |      |      |      |      |      |      |      |      |

## Sehenswürdigkeiten

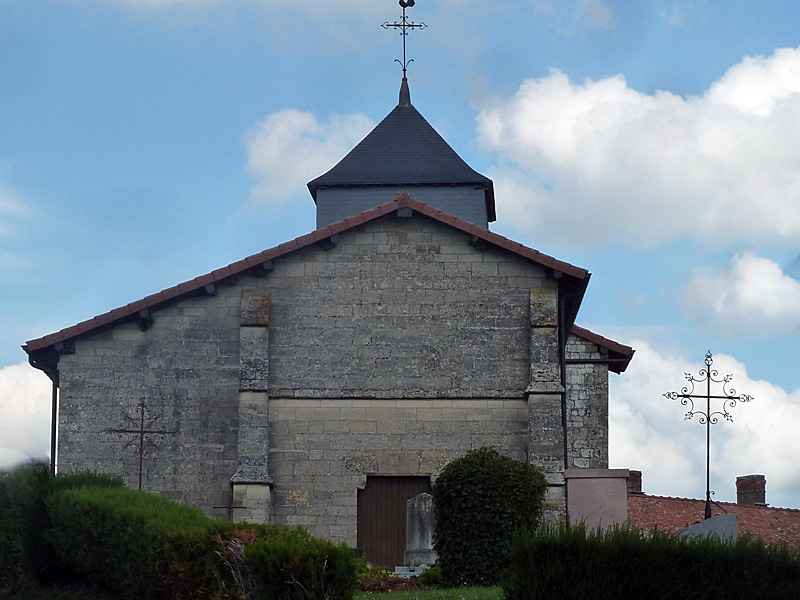
Himmelfahrtskirche

- Himmelfahrtskirche